# Марокканская мафия
Марокканская мафия (араб. مافيا مغربية‎, бербер. ⵎⴰⴼⵢⴰ ⵉⵎⵖⵔⵉⴱⵉⵢⵏ, нидерл. Mocro Maffia) — термин, который описывает различные преступные организации, в основном состоящие из жителей Марокко. Эти организации специализируются на незаконном обороте больших объёмов кокаина и синтетических наркотиков через Испанию, Португалию, страны Бенилюкс, откуда таковые распространяются на остальную часть Европы.

## Описание
В более широком смысле марокканская организованная преступность включает в себя также поставщиков гашиша с северной части Марокко и торговцев наркотиками из южной части Марокко, которые играют ключевую роль в торговле наркотиками в Африке, а также в торговле людьми, торговле оружием и незаконном обороте наркотиков, контрабанде сигарет и алкоголя, хотя и рассматриваются как отдельные организации от марокканской мафии.
Марокканские преступные сети в Европе действуют с 1990-х и состоят в основном из граждан Бельгии и Нидерландов марокканского иммигрантского происхождения. Эти преступные сети имеют отношения с колумбийскими и мексиканскими картелями и часто ввозят наркотики в Европу через порты Антверпена, Роттердама и Альхесираса. Однако в состав марокканской мафии не входят марокканские еврейские преступные организации, такие как Аберджиль, а также Абутбуль и Домрани, которые скорее считаются частью израильской мафии. Тем не менее, мароккано-израильские мафиозные кланы известны своим сотрудничеством с марокканской мафией в Нидерландах и Бельгии, особенно в распространении по всему миру синтетических наркотиков, таких как МДМА. Во многом это связано с тем, что Нидерланды являются крупнейшим производителем МДМА и амфетаминов в мире.